# Cristian Petrescu
Cristian Petrescu (ur. 31 marca 1971 w Bukareszcie) – rumuński polityk i urzędnik państwowy, w 2012 minister, poseł do Izby Deputowanych.

## Życiorys
W 2004 ukończył studia na wydziale kultury fizycznej i sportu Universitatea Ecologică din București. W 2008 na tej samej uczelni uzyskał magisterium z ekoturystyki i ochrony środowiska. W latach 1993–2001 pracował jako urzędnik w ministerstwie młodzieży i sportu. Działał również w Partii Demokratycznej, pełniąc kierownicze funkcje w organizacji młodzieżowej. Od 2001 do 2003 był dyrektorem ds. marketingu w przedsiębiorstwie turystycznym, później urzędnikiem w administracji rumuńskiej stolicy. Od 2005 do 2007 zajmował stanowisko dyrektora generalnego krajowego centrum edukacji turystycznej, następnie przez rok był dyrektorem wykonawczym w administracji Bukaresztu.
W latach 2008–2012 z ramienia Partii Demokratyczno-Liberalnej zasiadał w Izbie Deputowanych. W lutym 2012 otrzymał nominację na urząd ministra rozwoju regionalnego i turystyki w gabinecie, na czele którego stanął Mihai Răzvan Ungureanu. Funkcję tę pełnił do maja tego samego roku. Dołączył później do Partii Ruchu Ludowego, w której objął stanowisko sekretarza generalnego.